# ブロチゾラム
ブロチゾラム (Brotizolam) は、チエノトリアゾロジアゼピン系の睡眠導入剤の一種。短時間作用型。商品名レンドルミン、ほかで販売される。
連用により依存症、急激な投与量の減少により離脱症状を生じることがある。日本でも乱用症例からリスクの高い薬剤に同定されている。向精神薬に関する条約のスケジュールIVに指定され、日本では麻薬及び向精神薬取締法の第三種向精神薬に、薬機法の習慣性医薬品に指定されている。

## 化学的特性
酢酸、ジクロロメタンに溶けやすく、ジエチルエーテル、水に溶けにくい。

### 歴史
1976年に、武田薬品工業のT.Nishiyamaが率いるチームによって開発された。
1985年にベーリンガーインゲルハイムがレンドルミンの商品名でドイツで発売して以来、世界約20カ国で販売されている。イギリス、アメリカ、カナダの3国については、ベーリンガーインゲルハイムから過去を含めてレンドルミンが発売されたことはない。その理由に安全性面の懸念があったとの情報はない。
日本では、1988年より日本ベーリンガーインゲルハイムより発売され、2002年には口腔内崩壊錠のレンドルミンD錠が販売されている。

## 商品

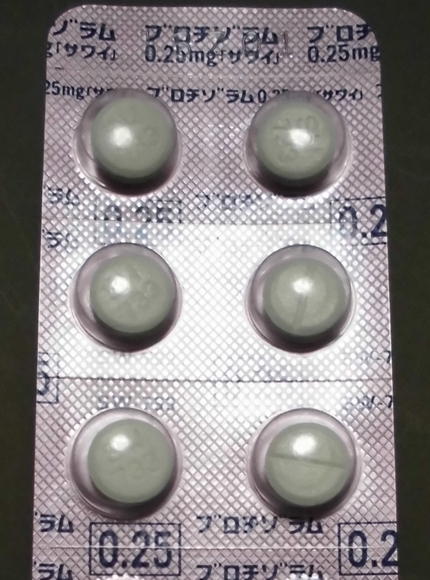
ブロチゾラム0.25mg錠「サワイ」

錠剤、口腔内崩壊錠（D錠またはOD錠等）ともに0.25mgがある。先発品がレンドルミンで、後発医薬品（ジェネリック薬）として、かつては製品名グッドミンやゼストロミンその他で販売されていた。現在は日本ジェネリックや長生堂製薬、テバ製薬など各社とも、成分名（一般名）で発売されており、それぞれ、ブロチゾラム錠「JG」、ブロチゾラム錠「CH」、ブロチゾラム錠「テバ」の名称となっている。

## 適応
- 不眠症
- 麻酔前投与薬

## 使用上の注意
高齢者の投与については、少量から投与を開始するなど慎重に投与する。

## 副作用
主な副作用は、残眠感・眠気、ふらつき、頭重感、だるさ、めまい、頭痛、倦怠感などである。

### 依存性
日本では2017年3月に「重大な副作用」の項に、連用により依存症を生じることがあるので用量と使用期間に注意し慎重に投与し、急激な量の減少によって離脱症状が生じるため徐々に減量する旨が追加され、厚生労働省よりこのことの周知徹底のため関係機関に通達がなされた。奇異反応に関して、錯乱や興奮が生じる旨が記載されている。医薬品医療機器総合機構からは、必要性を考え漫然とした長期使用を避ける、用量順守と類似薬の重複の確認、また慎重に少しずつ減量する旨の医薬品適正使用のお願いが出されている。調査結果には、日本の診療ガイドライン5つ、日本の学術雑誌8誌による要旨が記載されている。

### 原則禁忌
次の患者には投与しないことを原則とするが、特に必要とする場合には慎重に投与する。
- 肺性心、肺気腫、気管支喘息及び脳血管障害の急性期で呼吸機能が高度に低下している場合

### 禁忌
- 急性狭隅角緑内障のある者
- 重症筋無力症の患者

## 乱用
ブロチゾラムは乱用の可能性がある。薬物乱用とは高揚感を得るために薬物を摂取したり、医師の指示に反して長期間摂取を続けることである。
広範囲には広がらなかったが、ブロチゾラムの乱用は香港で1980～1990年に問題になった。香港でのベンゾジアゼピン乱用を防ぐため、政府の薬物毒物委員会はベンゾジアゼピンを危険な薬物として1990年10月に指定した。通常の処方箋とは別に、供給と流通について詳細な記録をつけることが求められる。これらの規制は、初めは主に乱用されていたベンゾジアゼピンのブロチゾラム、トリアゾラム、フルニトラゼパムのみに適用された。このベンゾジアゼピン使用に関する規制変更による影響は、1990年から1993年までのベンゾジアゼピンの販売パターンを分析することによって研究されている。1991年にはトリアゾラムとフルニトラゼパムの売り上げは落下したが、規制外の5つのベンゾジアゼピンについては増加した。とりわけニメタゼパムを用いた人身売買や乱用、テマゼパムの乱用が同じ年の1991年に問題になっていた。当初はブロチゾラム、トリアゾラム、フルニトラゼパムのみに適用された規制について、1992年1月現在は全てのベンゾジアゼピンを対象として拡張された。ベンゾジアゼピンの適切な処方と供給調剤の詳細記録を必要とする規制は、香港では少なくとも部分的に乱用を改善しているように見える。テマゼパム、ニメタゼパム、トリアゾラム、ブロチゾラムにはまだ問題があるが、主要なものではない。
ブロチゾラムは、日本でも乱用症例から乱用リスクの高い薬剤に同定されている。